# Mary Rowlandson
Mary (White) Rowlandson (vers 1637 – 5 janvier 1710 ou 1711) est une colon américaine qui fut capturée par des Amérindiens lors de la Guerre du Roi Philip. Elle fut gardée en captivité pendant 11 semaines, avant d'être libérée contre une rançon. Elle en écrivit par la suite un récit, The Sovereignty and Goodness of God: Being a Narrative of the Captivity and Restoration of Mrs. Mary Rowlandson, dans lequel elle raconte ses épreuves, la brutalité et la bestialité qu'elle voit dans ses ravisseurs, bien que ceux-ci ne l'aient pas violée. C'est le premier texte de ce qui allait devenir un genre à part entière dans la littérature américaine, le récit de captivité.